# Championnat du Paraguay de football 2005
Navigation
Saison précédente Saison suivante
La saison 2005 du Championnat du Paraguay de football est la 95e édition de la Primera División, le championnat de première division au Paraguay. Les dix meilleurs clubs du pays disputent la compétition, qui est scindé en deux tournois saisonniers, Ouverture et Clôture. Ces tournois se disputent sous forme d'une poule unique où chaque équipe rencontre deux fois ses adversaires. Le titre national se joue entre les vainqueurs des deux tournois.
C'est le tenant du titre, le club de Cerro Porteño qui est à nouveau sacré champion cette saison après avoir remporté à la fois les tournois Ouverture et Clôture. C'est le 27e titre de champion du Paraguay de l’histoire du club.

## Les clubs participants
| - Club Guaraní - Cerro Porteño - Tacuary FC - Club Olimpia - Club Atlético 3 de Febrero - Promu de División Intermedia | - Club Sportivo Luqueño - Club Libertad - General Caballero SC - Promu de División Intermedia - Club Nacional - 12 de Octubre FC |

## Compétition
Le barème utilisé pour établir l’ensemble des classements est le suivant :
- Victoire : 3 points
- Match nul : 1 point
- Défaite : 0 point

### Tournoi Ouverture

#### Classement
| Rang | Équipe                      | Pts | J  | G  | N  | P | Bp | Bc | Diff |
| ---- | --------------------------- | --- | -- | -- | -- | - | -- | -- | ---- |
| 1    | Cerro PorteñoT              | 36  | 18 | 10 | 6  | 2 | 30 | 15 | +15  |
| 2    | Club Guaraní                | 31  | 18 | 9  | 4  | 5 | 21 | 18 | +3   |
| 3    | Club Nacional               | 30  | 18 | 9  | 3  | 6 | 25 | 22 | +3   |
| 4    | Club Atlético 3 de FebreroP | 28  | 18 | 7  | 7  | 4 | 24 | 17 | +7   |
| 5    | 12 de Octubre FC            | 26  | 18 | 6  | 8  | 4 | 22 | 22 | 0    |
| 6    | Tacuary FC                  | 23  | 18 | 4  | 11 | 3 | 24 | 19 | +5   |
| 7    | Club Libertad               | 19  | 18 | 4  | 7  | 7 | 21 | 23 | -2   |
| 8    | Club Sportivo Luqueño       | 17  | 18 | 3  | 8  | 7 | 20 | 22 | -2   |
| 9    | General Caballero SCP       | 13  | 18 | 2  | 7  | 9 | 16 | 28 | -12  |
| 10   | Club Olimpia                | 13  | 18 | 2  | 7  | 9 | 10 | 27 | -17  |

|  | Qualification pour la Copa Libertadores 2006 et la Copa Sudamericana 2005 |
|  | Qualification pour la Liguilla pré-Sudamericana                           |
|  | T : Tenant du titre P : Promu de División Intermedia                      |

#### Liguilla pré-Sudamericana
Les clubs classés 2e, 3e, 4e et 5e s'affrontent afin de déterminer le club qualifié pour la Copa Sudamericana 2005.
|  | Demi-finales               | Demi-finales               | Demi-finales  | Demi-finales  |              |              | Finale | Finale | Finale | Finale |
|  |                            |                            |               |               |              |              |        |        |        |        |
|  |                            |                            |               |               |              |              |        |        |        |        |
|  | Club Guaraní               | Club Guaraní               | 2             | 2             |              |              |        |        |        |        |
|  | Club Guaraní               | Club Guaraní               | 2             | 2             |              |              |        |        |        |        |
|  | 12 de Octubre FC           | 12 de Octubre FC           | 1             | 1             |              |              |        |        |        |        |
|  | 12 de Octubre FC           | 12 de Octubre FC           | 1             | 1             | Club Guaraní | Club Guaraní | 2      | 2      |        |        |
|  |                            |                            |               |               | Club Guaraní | Club Guaraní | 2      | 2      |        |        |
|  |                            |                            | Club Nacional | Club Nacional | 1            | 1            |        |        |        |        |
|  | Club Nacional              | Club Nacional              | Club Nacional | Club Nacional | 1            | 1            | 3      | 3      |        |        |
|  | Club Nacional              | Club Nacional              |               |               |              |              |        | 3      |        |        |
|  | Club Atlético 3 de Febrero | Club Atlético 3 de Febrero | 1             | 1             |              |              |        |        |        |        |
|  | Club Atlético 3 de Febrero | Club Atlético 3 de Febrero | 1             | 1             |              |              |        |        |        |        |

### Tournoi Clôture
| Rang | Équipe                      | Pts | J  | G  | N | P  | Bp | Bc | Diff |
| ---- | --------------------------- | --- | -- | -- | - | -- | -- | -- | ---- |
| 1    | Cerro PorteñoT              | 36  | 18 | 11 | 3 | 4  | 34 | 20 | +14  |
| 2    | Club Libertad               | 32  | 18 | 9  | 5 | 4  | 30 | 23 | +7   |
| 3    | Club Olimpia                | 31  | 18 | 9  | 4 | 5  | 29 | 20 | +9   |
| 4    | Club Atlético 3 de FebreroP | 28  | 18 | 8  | 4 | 6  | 31 | 25 | +6   |
| 5    | Club Nacional               | 27  | 18 | 7  | 6 | 5  | 24 | 20 | +4   |
| 6    | Club Sportivo Luqueño       | 25  | 18 | 6  | 7 | 5  | 27 | 26 | +1   |
| 7    | Tacuary FC                  | 24  | 18 | 6  | 6 | 6  | 26 | 31 | -5   |
| 8    | Club Guaraní                | 20  | 18 | 6  | 2 | 10 | 18 | 25 | -7   |
| 9    | 12 de Octubre FC            | 14  | 18 | 2  | 8 | 8  | 18 | 33 | -15  |
| 10   | General Caballero SCP       | 10  | 18 | 3  | 1 | 14 | 15 | 29 | -14  |

|  | Qualification pour la Copa Libertadores 2006         |
|  | T : Tenant du titre P : Promu de División Intermedia |

### Finale nationale
La finale nationale n'est pas jouée car Cerro Porteño a remporté les tournois Ouverture et Clôture.

### Barrage pour la Copa Libertadores
Les deux clubs ayant terminé à la seconde place des tournois Ouverture et Clôture s'affrontent pour déterminer le second club qualifié pour la Copa Libertadores 2006.
| Équipe 1     | Résultat | Équipe 2      | Aller | Retour |
| ------------ | -------- | ------------- | ----- | ------ |
| Club Guaraní | 3 - 5    | Club Libertad | 2 - 1 | 1 - 4  |

### Classement cumulé
Le classement cumulé des deux tournois détermine les clubs qualifiés pour la Copa Libertadores, ainsi que le club relégué en División Intermedia. Il n'y a qu'un club relégué pour permettre le passage à 11 équipes la saison prochaine.
| Rang | Équipe                      | Pts | J  | G  | N  | P  | Bp | Bc | Diff |
| ---- | --------------------------- | --- | -- | -- | -- | -- | -- | -- | ---- |
| 1    | Cerro PorteñoT Ouv Clo      | 72  | 36 | 21 | 9  | 6  | 64 | 35 | +29  |
| 2    | Club Nacional               | 57  | 36 | 16 | 9  | 11 | 49 | 42 | +7   |
| 3    | Club Atlético 3 de FebreroP | 56  | 36 | 15 | 11 | 10 | 55 | 42 | +13  |
| 4    | Club Libertad               | 51  | 36 | 13 | 12 | 11 | 51 | 46 | +5   |
| 5    | Club Guaraní                | 51  | 36 | 15 | 6  | 15 | 39 | 43 | -4   |
| 6    | Tacuary FC                  | 47  | 36 | 10 | 17 | 9  | 50 | 50 | 0    |
| 7    | Club Olimpia                | 44  | 36 | 11 | 11 | 14 | 39 | 47 | -8   |
| 8    | Club Sportivo Luqueño       | 42  | 36 | 9  | 15 | 12 | 47 | 48 | -1   |
| 9    | 12 de Octubre FC            | 40  | 36 | 8  | 16 | 12 | 40 | 55 | -15  |
| 10   | General Caballero SCP       | 23  | 36 | 5  | 8  | 23 | 31 | 57 | -26  |

|  | Qualification pour la Copa Libertadores 2006                                                                                 |
|  | Relégation directe en División Intermedia                                                                                    |
|  | T : Tenant du titre Ouv : Vainqueur du tournoi Ouverture Clo : Vainqueur du tournoi Clôture P : Promu de División Intermedia |

### Barrage pour la Copa Sudamericana
Un barrage est organisé entre le deuxième du tournoi Clôture et le deuxième du classement cumulé pour déterminer le premier club qualifié pour la Copa Sudamericana 2006 (le second club est Cerro Porteño, champion du Paraguay cette saison).
| Équipe 1      | Résultat | Équipe 2      |
| ------------- | -------- | ------------- |
| Club Nacional | 1 - 6    | Club Libertad |

## Bilan de la saison
| Championnat du Paraguay de football 2005 |                           |
| Champion                                 | Cerro Porteño (27e titre) |
| Qualifications continentales             |                           |
| Copa Libertadores 2006                   | Cerro Porteño             |
| Copa Libertadores 2006                   | Club Libertad             |
| Copa Libertadores 2006                   | Club Nacional             |
| Copa Sudamericana 2005                   | Cerro Porteño             |
| Copa Sudamericana 2005                   | Club Guaraní              |
| Copa Sudamericana 2006                   | Cerro Porteño             |
| Copa Sudamericana 2006                   | Club Libertad             |
| Promotions et relégations                |                           |
| Promus en Primera División               | Club 2 de Mayo            |
| Promus en Primera División               | Club Fernando de la Mora  |
| Relégués en División Intermedia          | General Caballero SC      |